# Leptoseps osellai
Espèce
Synonymes
- Larutia osellai Böhme, 1981

Leptoseps osellai est une espèce de sauriens de la famille des Scincidae.

## Répartition
Cette espèce est endémique de Thaïlande.

## Étymologie
Cette espèce est nommée en l'honneur de Giuseppe Osella, le collecteur de l'holotype.

## Publication originale
- Böhme, 1981 : A new lygosomine skink from Thailand (Reptilia: Scincidae) [Larutia osellai]. Bollettino del Museo Civico di Storia Naturale di Verona, vol. 8, p. 375-382.